# Hermann Waibel
Hermann Waibel (* 13. April 1925 in Ravensburg; † 13. Dezember 2024 in Liebenau, Gemeinde Meckenbeuren) war ein deutscher Maler und Lichtkünstler der Konkreten Kunst.

## Leben und Werk
Waibel war der Sohn eines Restaurators und Kirchenmalers, der in der Werkstatt von Theodor Schnell gelernt hatte und danach selbständig tätig war. Nach einer Ausbildung als Restaurator und Kirchenmaler studierte Hermann Waibel 1950–1951 an der Staatlichen Akademieaussenstelle in Freiburg im Breisgau bei Adolf Strübe. 1952–1957 entstanden zunächst figurativ-abstrakte Porträts, bevor er sich ab 1958 der Entwicklung konkreter Strukturen zuwandte. In seinen Arbeiten versuchte er, Lösungen dafür zu finden, Licht in die Farbe so einzubringen, dass es sich dort konkret als Bewegungsfaktor zeigen kann.
Hermann Waibel war bis ins hohe Alter aktiv, erst ein Schlaganfall im Jahr 2014 schränkte seine Schaffenskraft ein. 2024 starb er im Alter von 99 Jahren und wurde auf dem Hauptfriedhof Ravensburg begraben.
Hermann Waibel war Mitglied im Deutschen Künstlerbund und seit Mitte der 1980er Jahre Mitglied der Künstlervereinigung Konstruktive Tendenzen.
Waibel erhielt 1981 den Kulturpreis der Städte Ravensburg und Weingarten. 1996 wurde er durch das Land Baden-Württemberg mit dem Ehrentitel Professor ausgezeichnet.
Anlässlich seines 80. Geburtstags widmete ihm im Jahr 2005 seine Heimatstadt Ravensburg eine Ausstellung in der Städtischen Galerie. 2018 folgte eine große Retrospektive mit dem Titel Bildlicht im Kunstmuseum Ravensburg.